# Armando Varini
Armando Varini (fl. XX secolo) è stato un calciatore italiano, di ruolo centrocampista.

## Carriera
Ha disputato quattro campionati consecutivi nel Pavia, due in Prima Divisione (53 presenze) e due in Serie B (39 presenze). In Serie B ha esordito il 10 settembre 1933 nella partita Pavia-Legnano (0-3). Poi ha giocato a Venezia sempre in Serie B nel 1936-1937. Ha poi giocato a Como per quattro stagioni.

## Palmarès

### Club

#### Competizioni nazionali
- Prima Divisione: 1

Pavia: 1932-1933